# Seymour Benzer
Seymour Benzer (Bronx, 15 de octubre de 1921 - Pasadena, 30 de noviembre de 2007)  fue un físico, biólogo molecular y genetista del comportamiento estadounidense. Comenzó su carrera durante la revolución de la biología molecular de la década de los cincuenta y destacó en los ámbitos de la genética molecular y del comportamiento. Dirigió un laboratorio de investigación genética productiva en la Universidad de Purdue y en el Instituto de Tecnología de California.

## Biografía
Benzer, hijo de judíos de Polonia, nació en Bensonhurst, Brooklyn. Una de sus primeras experiencias científicas cuando era niño fue disecar ranas que había capturado. En una entrevista en el Instituto Tecnológico de California, recordó que le habían regalado un microscopio por su 13º aniversario " y que le abrió todo el mundo". El libro Arrowsmith de Sinclair Lewis lo influenció de manera importante, hasta el punto de imitar la letra de Max Gottlieb, un científico de la novela. Benzer se graduó en la escuela secundaria a los 15 años, en 1938 se matriculó en el Brooklyn College donde se especializó en física, coincidiendo con Esther Conwell, y a continuación estudió en la Universidad Purdue para obtener su doctorado, a la vez que participaba en un proyecto militar secreto para desarrollar un radar. Realizó investigaciones que condujeron al desarrollo de rectificadores de germanio estable y descubrió un cristal de germanio capaz de utilizarse en altas tensiones, entre el trabajo científico que llevó a desarrollar el primer transistor. Murió  de un accidente cerebrovascular en el Hospital Huntington de Pasadena, California.

## Carrera científica

### Biología molecular
Al recibir su doctorado en 1947, fue inmediatamente contratado como profesor ayudante de física en Purdue. No obstante, Benzer se inspiró en el libro de Erwin Schrödinger ¿Qué es la vida?, donde el físico reflexiona sobre la naturaleza física del gen y un "código" de la vida, hecho que catalizó el cambio de Benzer hacia el interés por la biología, y se trasladó al área de genética de los bacteriófagos. Después de dos años como becario postdoctoral en el laboratorio de Max Delbrück del Instituto de Tecnología de California, volvió a la Universidad de Purdue, donde desarrolló el sistema T4 rII, una nova técnica genética que incluía la recombinación en bacteriófagos T4 rII mutantes. Después de observar que un mutante rII en particular, una mutación que causó que el bacteriófago eliminara las bacterias más rápidamente del normal, no estaba exhibiendo el fenotipo esperado, se dio cuenta de que esta soca podría haber provenido de un cruce entre dos mutantes rII diferentes (cada una de las partes del gen rII intacte) en la que la recombinación provocó una secuencia normal de rII. Benzer vio que, generando muchos mutantes r y grabando el ligamnento genético entre diferentes soques r, se podría crear un mapa detallado del gen, tal como lo había hecho Alfred Sturtevant para los cromosomas. Aprovechando el enorme nombre de recombinantes que podían ser analizados en el sistema mutante rII, pudo mapear más de 2400 mutaciones de rII. Las datos que recogió proporcionaron la primera evidencia que el gen no es una entidad indivisible, como se creía previamente, y que eran lineales. Benzer también probó que las mutaciones estaban distribuidas en muchas partes diferentes de un sol gen, y el poder de resolución del su sistema le permitió discernir mutantes que diferían en el nivel de un único nucleótido. Basándose en sus datos sobre rII, también propuso diferentes clases de mutaciones que incluían deleciones, mutaciones puntuales, mutaciones con cambio de sentido y mutaciones sin sentido.
La obra de Benzer influyó en muchos otros científicos de su tiempo. Durante el período en que se dedicó a la biología molecular, Benzer diseccionó la fina estructura de un sol gen, estableciendo las bases del análisis de mutaciones, de la ingeniería genética y un paradigma con el bacteriófago rII que más tarde sería utilizado por Francis Crick y Sydney Brenner para establecer el código genético del ADN. También la técnica de mapear de Benzer fue represa por Richard Feynman.
En 1967, Benzer dejó el campo de la genética del fag y volvió al Instituto de Tecnología de California per trabajar en la genética del comportamiento.

### Genética del comportamiento
Benzer fue uno de los primeros científicos en destacar en el campo de la genética del comportamiento. Cuando comenzó a surgir en los años sesenta y setenta, se encontró en oposición científica con otro de los mejores investigadores del camp, en Jerry Hirsch. Mientras Hirsch creía que los comportamientos eran fenómenos complejos irreductibles a nivel de genes individuales, Benzer postuló per que los comportamientos animales no eran muy complejos para ser dirigidos por un sol gen. Eso se tradujo en diferencias metodológicas en los experimentos de los dos investigadores con Drosophila que influyeron profundamente en el camp de la genética conductual. Hirsch seleccionó artificialmente por comportamientos de interés muchas generaciones, mientras que Benzer utilizó principalmente pantallas de mutagénesis genética avanzada para aislar los mutantes para un comportamiento particular. Las filosofías competidoras de Benzer y Hirsch sirvieron para proporcionar la tensión científica necesaria para acelerar y mejorar la evolución de la genética del comportamiento, ayudándola a crear un campo de estudio legítimo dentro la comunidad científica.
Benzer utilizó genética avanzada para investigar las bases genéticas de diversos comportamientos como la fototaxia, los ritmos circadianos, el aprendizaje induciendo mutaciones en una población de Drosophila y, posteriormente, detectar individuos con fenotipos alterados. Para identificar mejor los mutantes, desarrolló aparatos nuevos como el dispositivo contracorriente, que se diseñó para separar las moscas de acuerdo con la magnitud y la dirección de su respuesta fototàctica. Identificaron los mutantes para una amplia variedad de características: visión, locomoción, sensibilidad al estrés (freaked-out), función sexual (savoir-faire), función nerviosa y muscular, y aprendizaje y memoria.
Benzer y el estudiante Ron Konopka descubrieron los primeros mutantes de ritme circadiari. Se identificaron tres tipos diferentes de mutantes -arrítmico, período abreviado y período alargado-. Estas mutaciones implicaban el mismo gen funcional en el cromosoma X y influían en el ritmo de eclosión de la población, así como en los ritmos de la actividad locomotora de las moscas individualmente. Para monitorar la actividad locomotora de Drosophila, Benzer y investigador postdoctoral, Yoshiki Hotta, diseñaron un sistema con luz infrarroja y celdas solares. Las tres mutaciones fueron mapeados en el cromosoma X, a cero centímetros de distancia entre sí, indicando que los fenotipos mutantes correspondían a alelos del mismo gen, que Konopka nombró periodo (per). Este fue el primer de entre diversos estudios de genes individuales que afecten al comportamiento, estudios que han sido replicados en otros modelos animales y son hoy la base para el crecimiento del campo de la biología molecular del comportamiento. En 1992 Benzer, trabajando con Michael Rosbash, promovió este trabajo demostrando que la proteína PER, que es la que codifica el peroodo, está predominantemente localizada en el núcleo.
Benzer estuvo a la vanguardia del estudio de la neurodegeneración en moscas de la fruta intentando erradicar las enfermedades humanas. También contribuyó en el camp de la biología del envejecimiento, buscando mutantes con una longevidad alterada y tratando de diseccionar los mecanismos mediante los cuales un organismo puedo escapar de la caída funcional inevitable y sus enfermedades asociadas. En 1998, Benzer y sus compañeros Yi-Jyun Lin y Laurent Seroude publicaron el descubrimiento de un mutante de larga vida en Drosophila, entonces llamado Methuselah. El gen mutante codificado por un miembro desconocido hasta el momento de la familia GPCR. Al realizar pruebas del estrés de temperatura, se pensó que estas mutantes tienen una capacidad más grande de responder al estrés y, por tanto, vivir más tiempo. Un de los últimos proyectos de investigación de Benzer fue sobre restricción dietética y investigación de longevidad. Se publicó un documento, a Cell, sobre el efecto sobre la longevidad del 4E-BP, un represor translacional, después de la restricción alimentaria. Encara que la investigación es hizo antes de su muerte, el documento fue publicado después dedicado a su memoria.

### Investigación sobre el cáncer
En 1978 su esposa Dotty sufrió un cáncer de mama y su amigo y mentor Max Delbrück también fue diagnosticado de cáncer. Como consecuencia, Seymour Benzer se interesó por la biología del cáncer y asistió a diversas conferencias sobre el cáncer de mama. Benzer se casaron más tarde con Carol Miller, una neuropatóloga; juntos, a principios de la década de los 80, utilizaron técnicas de distinción de anticuerpos para encontrar genes casi idénticos entre moscas y humanos.